# Mehmet Gürkan Öztürk
Mehmet Gürkan Öztürk (* 26. März 1989 in Ayancık) ist ein türkischer Fußballspieler.

## Karriere
Öztürk begann seine Vereinsfußballkarriere 2002 in der Nachwuchsabteilung von Ayancıkspor, dem Verein seiner Heimatstadt Ayancık. Ein Jahr später zog er mit seiner Familie nach Istanbul und spielte hier in den Nachwuchsabteilungen von Altınova SK und İstanbulspor. 2007 erhielt er bei Letzterem einen Profivertrag und spielte bis zum Sommer 2011 für diesen Klub. In dieser Zeit wurde er kurzfristig an Küçükçekmecespor und Gümüşhanespor ausgeliehen. 2011 wechselte er zu Gümüşhanespor und ein Jahr später zum Viertligisten Aydınspor 1923. Mit diesem Verein beendete Öztürk die Viertligasaison 2012/13 als Meister und stieg damit in die TFF 2. Lig auf. Dabei bildete Öztürk zusammen mit Sinan Uzun den Sturm der Mannschaft und hatte mit seinen 14 Ligatoren maßgeblichen Anteil an diesem Erfolg.
Nachdem er nach dem Aufstieg bei Aydınspor 1923 geblieben war, wechselte er zur nächsten Rückrunde zum Erstligisten Çaykur Rizespor. Im Sommer 2014 wechselte Öztürk zu Yeni Malatyaspor.

## Erfolge
Mit Aydınspor 1923
- Meister der TFF 3. Lig und Aufstieg in die TFF 2. Lig: 2012/13